# Villars-en-Pons
Villars-en-Pons ist eine westfranzösische Gemeinde mit 578 Einwohnern (Stand 1. Januar 2022) im Département Charente-Maritime in der Region Nouvelle-Aquitaine.

## Lage
Villars-en-Pons liegt in der alten Kulturlandschaft der Saintonge etwa 18 Kilometer (Fahrtstrecke) südlich von Saintes bzw. etwa 7,5 Kilometer nordwestlich von Pons. Der Hauptort des Gemeindeverbands, Gémozac, liegt etwa sieben Kilometer südwestlich.

## Bevölkerungsentwicklung
| Jahr      | 1968 | 1975 | 1982 | 1990 | 1999 | 2006 | 2016 |
| Einwohner | 451  | 421  | 391  | 387  | 451  | 532  | 565  |

Im 19. Jahrhundert lagen die Einwohnerzahlen stets zwischen 500 und 600; danach sorgte die Reblauskrise im Weinbau und die Mechanisierung der Landwirtschaft für einen stetigen Rückgang. Aufgrund der relativen Nähe zu den Städten Saintes und Pons und der vergleichsweise günstigen Miet- und Grundstückspreise ist die Bevölkerungszahl von Villars-en-Pons in den letzten Jahren wieder leicht angestiegen.

## Wirtschaft
Landwirtschaft und Weinbau bestimmen seit Jahrhunderten das Wirtschaftsleben des Ortes, der daneben auch als Handwerks-, Dienstleistungs- und Handelszentrum für die kleinen Dörfer und Einzelgehöfte im Umland fungierte. Die Böden der Gemeinde gehören zum Anbaugebiet der Fins Bois des Weinbaugebietes Cognac, doch wird auf vielen Ackerflächen auch Getreide (Weizen, Mais) angebaut. Seit den 1980er Jahren ist der Tourismus (Vermietung von Ferienwohnungen) als Einnahmequelle hinzugekommen.

## Geschichte
Zur Geschichte von Villars-en-Pons liegen kaum Informationen vor. Die romanische Kirche lässt jedoch darauf schließen, dass der Ort bereits im Mittelalter existierte. Ob der Ort im Hundertjährigen Krieg (1337–1453) in Mitleidenschaft gezogen wurde, ist nicht überliefert, doch wurden an der Kirche im 15. Jahrhundert einige Veränderungen vorgenommen. Auch von Übergriffen und Zerstörungen während der Hugenottenkriege (1562–1598) oder der Französischen Revolution ist nichts bekannt.

## Sehenswürdigkeiten

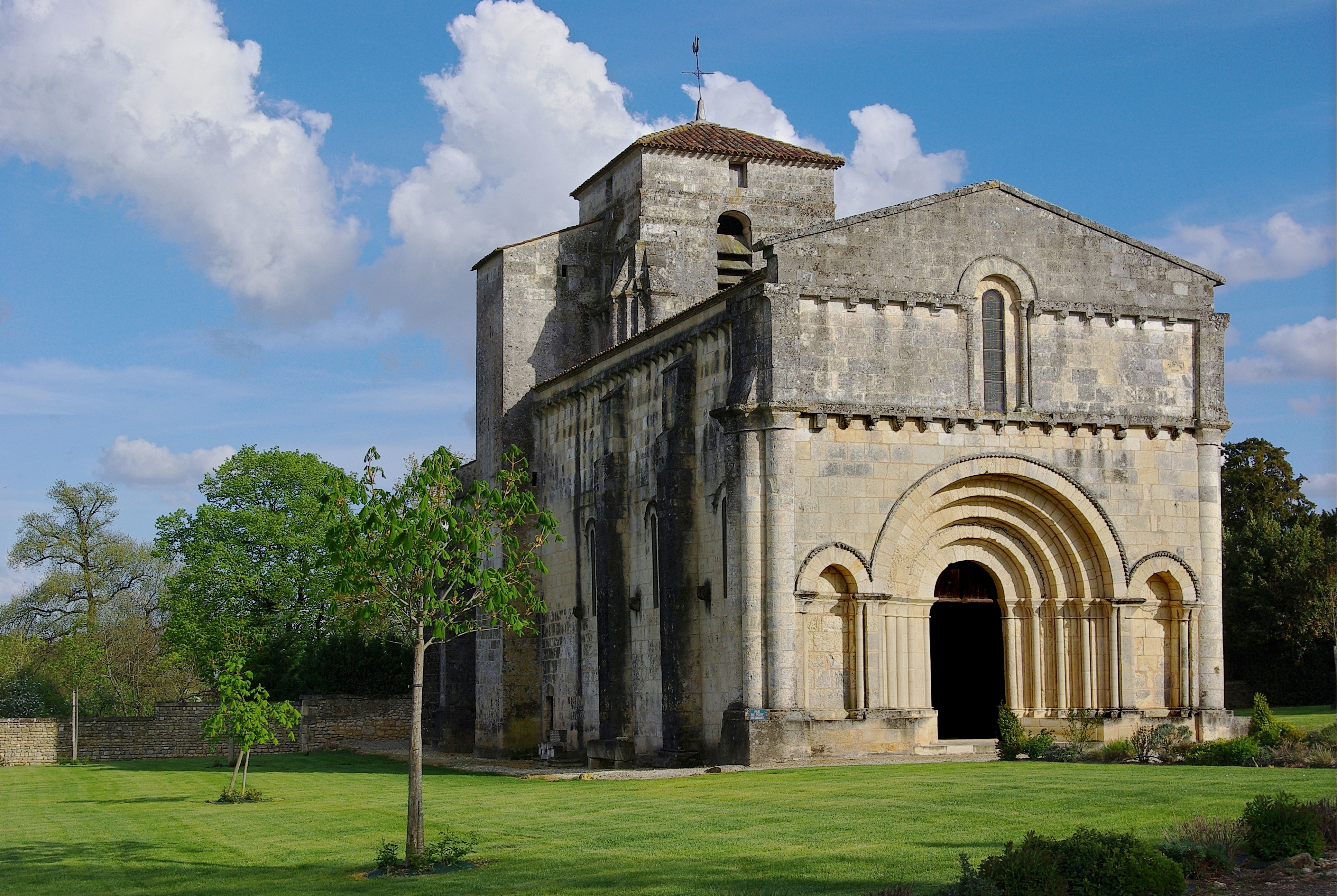
Kirche Saint-Pallais

Die Pfarrkirche Saint-Pallais ist ein Bau des 12. Jahrhunderts mit einem weitgehend schmucklosen, aber architektonisch ausgereiften und von zwei seitlichen Blendbögen begleiteten Archivoltenportal in der Westfassade, die in ihrem architektonischen Aufbau sehr derjenigen der Nachbargemeinde Tesson ähnelt. Die Kirche von Villars hat jedoch kein ausgeprägtes Querhaus; lediglich eine Sakristei wurde später auf der Südseite der Vierung angebaut – sie dient heute als Kapelle. Der rechteckige Chor mit seiner flach geschlossenen Apsis wurde im 15. Jahrhundert in gotischen Stilformen erneuert. Der Vierungsturm mit seinem Glockengeschoss wirkt recht gedrungen; er ist über einen Treppenaufgang auf der Nordseite erreichbar. Das einschiffige Langhaus der Kirche ist tonnengewölbt und hat Gurtbogenunterzüge. Der Kirchenbau ist seit 1984 als Monument historique anerkannt.